# Британська Величність
Його Британська Величність або Її Британська Величність (His/Her Britannic Majesty; абрв.: HBM) — в залежності від статі монарха, є формальним, офіційним терміном суверенної влади Сполученого Королівства в дипломатії, суверенному праві та міжнародних відносинах.
Наприклад, коли Ліга Націй створила британський мандат в Палестині, носієм мандату визначався Його Британська Величність Георг V.

«Британська Величність» використовується у всіх британських паспортах, де вказується наступне речення:
Державний Секретар Її Британської Величності просить від імені Її Величності усіх, кого це може стосуватися, забезпечити вільний і безперешкодний проїзд власника цього паспорта, а також надати йому необхідну допомогу та захист.
Her Britannic Majesty's Secretary of State Requests and requires in the Name of Her Majesty all those whom it may concern to allow the bearer to pass freely without let or hindrance, and to afford the bearer such assistance and protection as may be necessary.